# Tango desnudo
Tango desnudo, también conocida como Naked Tango, es una película coproducción de Argentina, Suiza, Japón y Estados Unidos escrita y dirigida por Leonard Schrader y protagonizada por Vincent D'Onofrio, Mathilda May y Fernando Rey. La coreografía estuvo a cargo de Carlos Rivarola. Fue estrenada en Japón en septiembre de 1991.

## Sinopsis
La película, ambientada a comienzos de la década de 1920, juega con la asociación del prostíbulo con el tango y alude claramente a la sociedad Zwi Migdal integrada por rufianes para proteger sus actividades de trata de blancas y prostitución. En su viaje de retorno a Buenos Aires, Estefanía, una joven francesa, escapa de su aburrido matrimonio con un marido mucho mayor que ella, intercambiando lugares con una joven polaca que se suicida en el barco en que viajaban. La mujer suponía que la suicida viajaba hacia un matrimonio prearreglado, pero al llegar descubre que era un engaño para hacerla trabajar en un prostíbulo, entonces se encuentra con Cholo, un rufián fanático del tango con el que entabla una relación con rasgos de sadomasoquismo. 

## Reparto
- Vincent D'Onofrio …Cholo
- Mathilda May …Estefanía
- Fernando Rey …Juez Torres
- Tony Payne …Camarero
- Henry Holmes …Pasajero
- Anthony Pratt …Capitán de barco
- Roberto Scheuer …Oficial de inmigración
- Esai Morales …Zico Borenstein
- Cipe Lincovsky …Mama
- Josh Mostel …El joyero Bertoni
- Sergio Lerer …Falso rabino
- Patricio Bisso …Gastón el peluquero
- Constance McCashin …Flora
- Vando Villamil …Policía
- Javier Portales …Jefe de policía
- Marcos Woinski
- Rubén Szuchmacher
- Néstor Zacco …Policía
- Inés Yujnovsky …Bebe
- Harry Havilio …Doctor
- Kerry Warn
- Anne Henry …Mucama
- Bill James …Mayordomo
- Armando Capó …Guardia
- Claudio Garófalo …Músico
- Héctor Arbelo
- Santos Maggi
- Jorge Sabaté
- Guillermina Quiroga …Mujer del cabaré
- Grecia Levy

## Nominación
La película fue seleccionada para competir por el Premio de la Crítica en el Festival de Cine de Deauville de 1991.

## Comentarios
The New York Times escribió:

«En su opera prima ’’Naked Tango’’el director y guionista  intenta ilustrar y dramatizar el llamativo antecedente de una danza que surgió en el bajo fondo multiétnico de Buenos Aires en la década de 1920….Cholo y Estefanía bailan y bailan. Una de las veces que lo hacen, Estefanía está desnuda, lo que ayuda a darle nombre al filme. Otra vez cada uno sostiene una daga bajo la mandíbula del otro….La película tambalea con una falta de humor que la audiencia seguramente no compartirá. Es difícil mantener el rostro inmutable cuando Cholo le dice a Estefanía con total sinceridad: “No te preocupes, no permitiré que ningún otro te mate”. Estefanía también tiene sus ocurrencias: cuando despierta en el prostíbulo habiendo sido secuestrada y encadenada, la primera pregunta que surge en su linda cabecita es “¿qué hora es?.

Los actores se mantienen serios y hacen muecas en todo momento. La película no es realmente ridícula, solamente quedó sin realizar. Scharader, que escribió algunos buenos  guiones (El beso de la mujer araña, parece no tener idea de cómo hacer comprensible en términos cinematográficos semejante atolondrado y loco amor. Ni siquiera presenta al tango en una forma que sugiera las pasiones primarias contenidas en su su música y su movimiento. Hay muchos enfoques de pies, que parecen dirigidos a fetichistas del calzado, pero no suficientes de los amantes bailando a cuerpo entero.

Algunas decoraciones y muchos efectos lumínicos tratan de evocar el expresionismo de los filmes alemanes de  la década de 1920, aunque en colores. Nada funciona, salvo la banda musical de Thomas Newman.»

Peter Travers en Rolling Stone escribió:

«Aunque el filme hace una acertada recreación del bajo mundo de Argentina de 1924, el fantasioso guion tiene la profundidad de un folleto de turismo…Encomiable que los actores digan sus parlamentos sin reírse. May se luce con el peinado de su Louise Brooks hairdo, pero D'Onofrio (Mystic Pizza) parece haber llegado a Buenos Aires vía Brooklyn; su autenticidad se limita a su cabello engominado. No se debe confundir la pose erótica de Naked Tango con la pasión que Schrader trajo en el guion de El beso de la mujer araña. Su debut como director es apenas un Dirty Dancing con pretensiones.»